# 特氏真巨口魚
特氏真巨口魚（学名：Eustomias tenisoni）为輻鰭魚綱巨口鱼目巨口鱼科的其中一種。分布於東大西洋區，包括從美國佛羅里達州、加勒比海至巴西外海、聖赫勒拿島等海域，為深海魚類，體長可達18.7公分。

## 扩展阅读
維基物種上的相關：特氏真巨口魚